# Arbeit (Betriebswirtschaftslehre)
Arbeit im Sinne der Betriebswirtschaftslehre ist jede plan- und zweckmäßige Betätigung einer Arbeitsperson in körperlicher und geistiger Form, die dazu dient, Güter oder Dienstleistungen in einem Betrieb zu produzieren.

## Allgemeines
In der Betriebswirtschaftslehre wurde bereits 1922 auf die Besonderheiten der menschlichen Arbeit eingegangen, wobei der wertschöpfende Charakter der menschlichen Arbeit betont wurde. Heinrich Nicklisch war der Auffassung, dass allein mit Kapital die Unternehmen ihre Ziele nicht erreichen könnten – es bedürfe menschlicher Arbeit und der Kooperation auf der Grundlage von Arbeitsteilung. Folglich könne man eigentlich eine Unternehmung auch als Arbeitsunternehmung bezeichnen. Für ihn waren Löhne und Gehälter keine Kosten, sondern ex ante ausgeschüttete Erfolge. Inzwischen kann die 1951 von Erich Gutenberg vorgenommene Gliederung als akzeptiert angesehen werden. Nach Gutenbergs klassischer Aufteilung ist Arbeit einer der drei elementaren betrieblichen Produktionsfaktoren Arbeit, Betriebsmittel (wie Grundstücke, Gebäude, Maschinen, Werkzeuge) und Werkstoffe (Roh-, Hilfs- und Betriebsstoffe) (beide letzteren werden in der Volkswirtschaftslehre zum Kapital zusammengefasst). Die eingesetzten Produktionsfaktoren (englisch input) werden in einem Transformationsprozess (englisch throughput) – Produktion genannt – in marktfähige Endprodukte (englisch output) verwandelt.
Bereits Gutenberg wies 1958 darauf hin, dass die menschliche Arbeitsleistung im Betrieb von seinen Fähigkeiten und seinem Antrieb bestimmt werde. Fähigkeiten waren seine körperlichen, geistigen und seelischen Anlagen, unter Antrieben verstand er eine „positive Einstellung zur Arbeit“ (also Arbeitsmotivation). Diese Faktoren nennt er subjektive Arbeitsbedingungen, während die objektiven Arbeitsbedingungen die Arbeitstechnik, Gestaltung des Arbeitsplatzes und die Pausenregelung umfassen.
Als planmäßige Tätigkeit transformiert die Arbeit ein Arbeitsobjekt in ein ideell vorgegebenes, angestrebtes Arbeitsergebnis, welches ein marktfähiges Produkt darstellt. Das Arbeitsobjekt ist eine Kombination materieller (Roh-, Hilfs- und Betriebsstoffe, Büromaterialien) und immaterieller Güter (Informationen, Arbeitsanweisungen, Entscheidungen), die im Rahmen eines Arbeitsprozesses in ein marktfähiges Produkt umgewandelt werden. Im Arbeitsprozess können Arbeitshilfsmittel (so genannte Potenzialfaktoren) repetitiv eingesetzt werden, die die menschliche Arbeitsleistung unterstützen, ohne jedoch selbst in das Produkt einzugehen (etwa Werkzeuge, Computer).

## Begriffsherkunft
Das Wort Arbeit stammt aus dem Althochdeutschen arabeit und bedeutete noch im Mittelhochdeutschen „Mühsal“, „Not“ oder „Bedrängnis“ und war damit eindeutig negativ belegt. Es stand die mit der Arbeit verbundene Mühe im Mittelpunkt, die heute mit dem Arbeitsleid umschrieben wird. Erst zum Neuhochdeutschen hin trat eine Bedeutungsverengung ein, die dazu führte, dass mit Arbeit eine plan- und zweckmäßige Betätigung und deren Produkte bezeichnet werden konnte. Christian Wolff war einer der ersten, der in seinem Todesjahr 1754 einen zeitgemäßen Arbeitsbegriff einführte: „Die Verrichtungen, welche der Mensch vornimmt, zeitliches Vermögen zu erwerben, werden Arbeit genannt“.

## Arten
Arbeit kann unterteilt werden in objektbezogene (Gestaltung eines Produktes im Arbeitsprozess) und ausführende und in dispositive menschliche Arbeit. Letztere wird auch als dispositiver Faktor bezeichnet, dessen Aufgabe darin besteht, die elementaren Produktionsfaktoren zusammenzuführen und zu kombinieren. Von „objektbezogener Arbeit“ wird gesprochen, wenn menschliche Fähigkeiten und Fertigkeiten unmittelbar für die Leistungserstellung (= Produktion), Leistungsverwertung (= Vertrieb) und finanzielle Abwicklung (= Finanzen) eingesetzt werden. Dispositive Arbeit ist die Aufgabe der Unternehmensführung mit Planung, Organisation und Kontrolle. Arbeit wird somit sowohl als objektbezogener Elementarfaktor als auch als dispositiver Faktor im Unternehmen verwendet.
Daneben wird unterschieden nach
- körperlicher oder geistiger Arbeit (Art der Betätigung),
- leitender oder ausführender Arbeit (Rangstellung),
- ungelernter, angelernter und gelernter Arbeit (Vorbildung),
- selbständiger oder unselbständiger Arbeit (steuerrechtliche Einordnung).

Körperliche und geistige Arbeit tritt regelmäßig kombiniert auf; ihre Einteilung entscheidet sich nach dem Schwerpunkt der Betätigung und Arbeitsschwere (Handarbeit, Muskelarbeit, Schwerarbeit, Schwerstarbeit). Durch Wahrnehmung von Kontroll- und Entscheidungsaufgaben wird auch ausführende Arbeit immer mehr mit Leitungsaufgaben betraut (Job-Enrichment). Ungelernte und angelernte Arbeitskräfte besitzen keine abgeschlossene Berufsausbildung, angelernte Kräfte besitzen eine begrenzte Ausbildung (zwischen drei Monaten und weniger als zwei Jahre), ungelernte können weder eine Berufsausbildung noch ein Anlernverhältnis nachweisen. Die steuerrechtliche Einordnung unterscheidet danach, wie hoch der Grad der Weisungsbefugnis ist.
Die Arbeit(saufgabe) ist untrennbar mit der Person des Arbeitenden verbunden, so dass Arbeit auch in der Betriebswirtschaftslehre ein knapper Produktionsfaktor ist. Er hat daher einen Preis in Form einer Entlohnung (Lohn, Gehalt, Provision, Honorar). Im Arbeitsvertrag bestehen arbeitsrechtlich zwei Hauptpflichten, nämlich die Pflicht zur Arbeitsleistung durch den Arbeitnehmer und die Pflicht zur Entlohnung durch den Arbeitgeber.

## Arbeit im Arbeitsstudium
Der REFA-Verband definiert Arbeit im Sinne des Arbeitsstudiums als

„Arbeit im Sinne des Arbeitsstudiums ist die Erfüllung der Aufgabe eines Arbeitssystems durch das Zusammenwirken von Mensch und Betriebsmittel mit dem Arbeitsgegenstand“

Die Unterteilung in (vorwiegend) muskuläre und (vorwiegend) geistige Arbeit verliert im Zuge der Mechanisierung immer mehr an Bedeutung, obwohl es auch heute noch Arbeitsaufgaben gibt, die erhebliche Anforderungen an die Physis des Arbeitenden stellen. Nach den Arbeitsaufgaben gliedert Wolfgang Laurig
| Arbeitsform nach Laurig | Energetische Arbeit (Erzeugen und Abgeben von Kräften)                                                            | Energetische Arbeit (Erzeugen und Abgeben von Kräften)                                                   | Informatorische Arbeit (Verarbeiten und Erzeugen von Informationen) | Informatorische Arbeit (Verarbeiten und Erzeugen von Informationen)                | Informatorische Arbeit (Verarbeiten und Erzeugen von Informationen) |
| Arbeitsform nach Laurig | muskuläre Arbeit                                                                                                  | sensumotorische Arbeit                                                                                   | reaktive Arbeit                                                     | kombinatorische Arbeit                                                             | schöpferische Arbeit                                                |
| --- | --- | --- | ------------------------------------------------------------------- | ---------------------------------------------------------------------------------- | ------------------------------------------------------------------- |
| Wodurch wird die Arbeitsaufgabe charakterisiert? Hilfsfrage: Was wird vom Menschen verlangt?                                | Abgeben von Muskelkräften, häufig als „Arbeit“ im Sinne der Mechanik, d. h. Bewegung von Massen durch Muskelkraft | Hand- und/oder Armbewegungen mit bestimmter Genauigkeit ausführen, Kräfte sind dabei nicht von Bedeutung | Informationen aufnehmen und verarbeiten, gegebenenfalls reagieren   | Informationen aufnehmen, verarbeiten, in andere Informationen umsetzen und abgeben | Informationen erzeugen und gegebenenfalls abgeben.                  |
| Wodurch ist die Wirkung charakterisiert? Hilfsfrage: Welche Organe werden überwiegend durch die Arbeitsaufgabe beansprucht? | Muskeln, Sehnen, Kreislauf, Atmung, Skelett                                                                       | Muskeln, Sehnen, Sinnesorgane                                                                            | Sinnesorgane (Muskeln)                                              | Sinnesorgane, „geistige Fähigkeiten“                                               | „geistige Fähigkeiten“                                              |
| Beispiele | Tragen von Lasten, Sand schaufeln                                                                                 | Montagearbeit, Stricken                                                                                  | Kontrollieren, Überwachen                                           | Telefonieren, Programmieren                                                        | Erfinden, Probleme lösen                                            |

Das Arbeitsstudium gliedert den Begriff Arbeit in drei Kategorien:
- Das Arbeitsverfahren beschreibt die technischen Mittel, die zur Erfüllung der Arbeitsaufgabe eingesetzt werden.
- die Arbeitsmethode beschreibt den Soll-Ablauf, der zur Erfüllung der Aufgabe erfüllt werden muss.
- Die Arbeitsweise wiederum ist die individuelle Ausführung der Arbeitsaufgabe durch die jeweilige Arbeitsperson.

Diese Dreiteilung ist ein Bestandteil einer Zeitstudie und somit ein zentraler Bestandteil für die Arbeitsbewertung.

## Kennzahlen des Faktors Arbeit
Betriebswirtschaftliche Kennzahlen gibt es auch für die Arbeit. Da Arbeit ein Produktionsfaktor ist, kann auch die maximale Faktorleistung ermittelt werden. Unter Arbeitskapazität versteht man die maximal mögliche Produktionsmenge, die eine Arbeitskraft in einer bestimmten Arbeitszeit herstellen kann:
{\displaystyle \mathrm {Arbeitsleistung} ={\frac {\text{Arbeitskraft}}{\text{Arbeitszeit}}}}
Die Nutzung der Arbeitskraft in der Arbeitszeit führt zu ökonomischen Wirkungen der Arbeit. Arbeitskraft und Arbeitszeit sind jedoch nicht nur ökonomische Begriffe, sondern gehören auch in die Physik, Soziologie, Arbeitsrecht und andere Fachgebiete. Wenn eine Person innerhalb von einer Stunde in Akkordarbeit 120 Pakete verpacken kann, so beträgt das maximale Arbeitsvolumen in acht Stunden 960 Pakete. Hieran kann die betriebliche Sollvorgabe orientiert werden. Die Arbeitsproduktivität stellt den Umsatz eines Unternehmens der Gesamtzahl seiner Beschäftigten gegenüber:
{\displaystyle {\text{Arbeitsproduktivität}}={\frac {\text{Umsatzerlöse}}{\text{Anzahl der Beschäftigten}}}}
Die Arbeitsproduktivität pro Mitarbeiter ist umso höher, je mehr Umsatzanteil auf ihn entfällt.
Die Arbeitsintensität gibt das Verhältnis zwischen Arbeitsleistung und Arbeitszeit wieder:
{\displaystyle {\text{Arbeitsintensität}}={\frac {\text{Arbeitsleistung}}{\text{Arbeitszeit}}}}
Verpackt die Person statt 120 Paketen insgesamt 140 Pakete in der Stunde, hat sich die Arbeitsintensität erhöht.

## Arbeit als soziales Kapital und Humankapital
Da sich der Mensch nicht von seiner Arbeitsleistung trennen lässt, spielen in der Personalwirtschaft neben finanz- und leistungswirtschaftlichen Zielen die sozialen Ziele eine herausragende Rolle. Dabei wird der Mensch im Unternehmen als Teilnehmer an sozialen Netzwerken begriffen, dessen wechselseitigen Beziehungen als soziales Kapital bezeichnet werden. Das im Arbeitsprozess erworbene Fachwissen der Mitarbeiter wiederum wird als Humankapital bezeichnet. Es ist entstanden auf der Grundlage der Vorbildung insbesondere durch innerbetriebliche und externe Fortbildung sowie Learning by Doing als im Arbeitsprozess gesammelte Erfahrung.

## Einflussgrößen
Im Rahmen der Betriebswirtschaft wird insbesondere untersucht welche Faktoren die Arbeitsleistung beeinflussen und wie sie ein Unternehmen gestalten sollte.
- Individuelle Einflüsse: Hängen von der zu betrachtenden Person selbst ab. Dazu gehören die Leistungsfähigkeit und -bereitschaft
  - Körperliche Leistungsfähigkeit und auch geistige Leistungsfähigkeit. Sie kann sich durch Lerneffekte mit der Zeit ändern, siehe Lernkurve.
  - Leistungsbereitschaft hängt vom Tagesrhythmus und der Arbeitskurve ab, kann durch Motivation gesteigert werden. Im Rahmen der BWL sind insbesondere die Zwei-Faktoren-Theorie von Herzberg, die ERG-Theorie und die Maslowsche Bedürfnishierarchie von Bedeutung.
- Situative Einflüsse: Sie ergeben sich aus der Situation, in der sich die Arbeitskraft befindet.
  - Nicht-monetäre Einflüsse,
    - Arbeitsaufgabe. Die genaue Ausgestaltung der Arbeitsaufgabe ist von vielen Dingen abhängig, wie Mechanisierung und Automatisierung, Werkstatt- oder Fließfertigung, oder moderneren Konzepten wie Teilautonome Gruppen, Job-Enlargement, Job-Rotation oder Job-Enrichment.
    - Umweltbedingungen,
      - Soziale Aspekte. Hierzu zählen die Gruppenstruktur und -größe, die Organisation (formell oder informell) sowie der Führungsstil des Vorgesetzten;
      - Sachliche Aspekte. Beleuchtungsstärke der Umgebung, Lautstärke, Temperatur und auch Körperhaltung;
      - Zeitliche Aspekte. Dazu zählen Faktoren wie Arbeitszeit, Arbeitspausen, Schichtarbeit oder Gleitzeit;

    - Arbeitsmethode. Arbeitsablaufstudien und Bewegungsstudien.

  - Monetäre Einflüsse
    - Arbeitsentgelt;
      - Arbeitsbewertung und Lohnformbestimmung: Zeitlohn, Akkordlohn oder Prämienlohn;

    - Erfolgsbeteiligungen.